# انشینز
انشینز (به فرانسوی: Anceins) یک کامین در فرانسه است که در Canton of La Ferté-Frênel واقع شده‌است.

## خصوصیات
انشینز ۱۲٫۳۳ کیلومترمربع مساحت و ۲۲۳ نفر جمعیت دارد و ۲۰۶ متر بالاتر از سطح دریا واقع شده‌است.